# Дијана Радојевић
Дијана Радојевић (2. април 1990) српска је рукометашица која игра на позицији левог крила и тренутно наступа за Мерињак.